# وزرة
مدينة وزرة، مدينة بدائرة وزرة ولاية المدية [[  ]].
تبعد عن بلدية المدية بـ 8 كيلومتر من الناحية الشرقية. تزخر بلدية وزرة بتراثها الغني ثقافيا واجتماعيا. كانت قديما عبارة عن مساحات شاسعة من الكروم والكرز والتفاح والصفرجل، ترتفع عن سطح البحر ب910 كم، مناخها معتدل إلى حار في الصيف وجد بارد في الشتاء تعرف تساقطا للثلوج في الشتاء تدوم للاكثر من 30 يوما، يمر بها الطريق الوطني رقم 01 وهو الطريق الرئيسي شمال-جنوب كانت تسمى أثناء الاحتلال الفرنسي بـ"la ferdo"، يعتمد معضم سكانها على الزراعة مثل زراعة الكروم، التفاح، التين، أشهر أكلات بهذه البلدية الطعام المحمصة خبز المطلوع المردود كما تعرف بمنتوج زراعي وفير وغني خاصة الكروم فتزرع جميع انواعها مثل المقراني، الداتي، حمر بوعمر من الصناعات التقليدية المتواجدة بها الفتلة، غرزة الحساب صناعة الطين (الطاجين) كانت توجد بها حديقة تسلية ماتزال بها أثار هذه الحديقة بعد ما قامت البلدية بيع الأراضي المحيطة بالحديقة لسكان لايعرفون معنى الحدائق وهي حديقة التسلية بوسنة، يوجد بالبلدية ولي صالح معروف وهو الولي الصالح (الشيخ بن عيسى) تضم وزرة المناطق التالية الغرارفة، طبوزة، رأس الكاف، رأس الواد، الجواهرية، حنون. الدحأمنية،الزهايرية بني بوكر طاقينة.بني مسعود مسنو عين الزحاف وعرش وزرة من أكبر عروش في المدية يصل حتى بلدية الشريعة . بني عيش، بوسنة، القرية الفلاحية بن حدو بوحجر، بصال، حبس هوارة، عيداني، الباصور من أشهر العائلات الموجودة بالبلدية بلجوهر، عيداني، كنودي يوجد بالبلدية مسجدين واحد جديد والآخر قديم وصغير ومسجد آخر بالقرية كما توجد بها ثانوية جديدة إكمالية واحدة، مدرستين واحد لذكور والأخرى للبنات ومدرسة بالقرية ومدرسة أخرى بالغرارفة، وكذا مركز للتكوين المهني، إقامة جامعية وقطب جامعي قيد الإنجاز، تزخر البلدية بمناظر طبيعية جد رائعة